# Oricola
Oricola là một đô thị thuộc tỉnh L'Aquila trong vùng Abruzzo Ý. Đô thị này có diện tích 18 km², dân số năm 2001 là 949 người. Các đô thị giáp ranh gồm: Arsoli (RM), Carsoli, Pereto, Riofreddo (RM), Rocca di Botte, Vallinfreda (RM), Vivaro Romano (RM)